# Райнсдорф (Тюрингия)
Райнсдорф (нем. Reinsdorf) — община в Германии, в земле Тюрингия. 
Входит в состав района Кифхойзер. Подчиняется управлению Миттельцентрум Артерн.  Население составляет 811 человек (на 31 декабря 2010 года). Занимает площадь 11,12 км².